# Bresso
Bresso és un municipi italià, situat a la regió de la Llombardia i a la ciutat metropolitana de Milà. L'any 2005 tenia 27.052 habitants.